# Jonathan Morgan
Pour les articles homonymes, voir Morgan.
Jonathan Morgan, né le 5 février 1966, est un acteur et réalisateur de films pornographiques américain.

## Biographie
Au cours de sa carrière, commencée en 1988, Jonathan Morgan a joué dans plus de 800 films et en a réalisé environ 150. Il a obtenu de nombreux prix, notamment l'AVN Award d'acteur de l'année en 1994, et est membre de l'AVN Hall of Fame.

## Filmographie succincte

### Acteur
- Flashpoint (1998)
- The Face (1994)

### Réalisateur
- Camp Cuddly Pines Powertool Massacre (2005)

## Distinctions
- 1994 : AVN Award
  - Acteur de l'année (Male Performer of the Year)
  - Meilleur acteur - Vidéo (Best Actor - Video) pour The Creasemaster
  - Meilleure prestation non sexuelle (Best Non-Sex Performance) pour Haunted Nights
  - Meilleur scénario - Vidéo (Best Screenplay - Video) pour Haunted Nights
- 1995 : AVN Award Meilleur acteur dans un second rôle - Vidéo (Best Supporting Actor - Video) pour The Face
- 1998 : AVN Award Meilleur scénario - Vidéo (Best Screenplay - Video) pour Crazed
- 2000 : AVN Award
  - Meilleur réalisateur - Vidéo (Best Director - Video) pour Double Feature!
  - Meilleur scénario - Vidéo (Best Screenplay - Video) pour Double Feature!
  - Meilleur montage - Vidéo (Best Editing - Video) pour Double Feature!
- 2003 : AVN Award Meilleur scénario - Film (Best Screenplay - Film) pour Falling From Grace
- 2006 : AVN Award Meilleur scénario - Vidéo (Best Screenplay - Video) pour Camp Cuddly Pines Powertool Massacre
- 2013 : XRCO Hall of Fame[3]